# Seznam sedel v Nízkých Tatrách

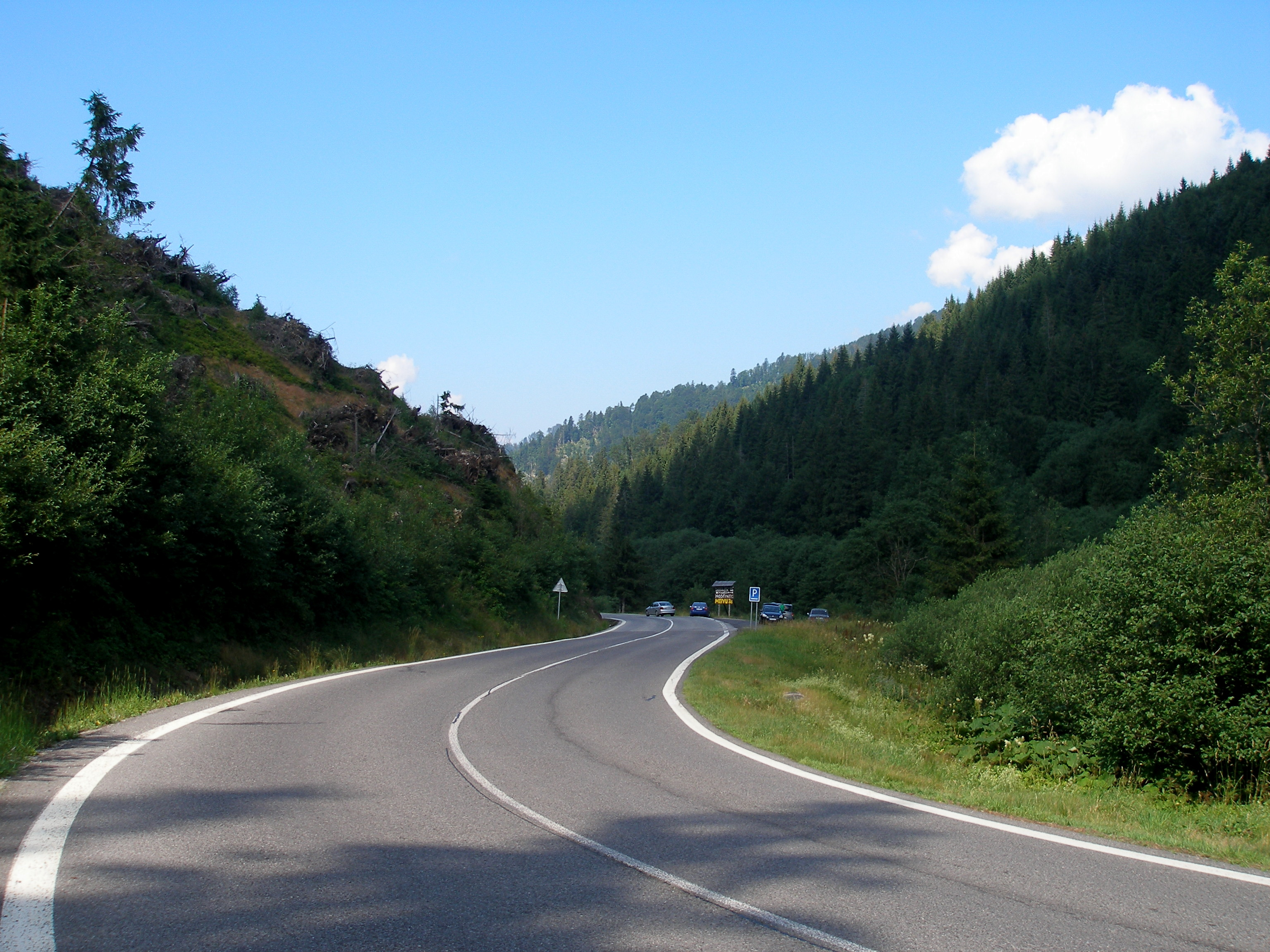
Čertovica (1232 m)

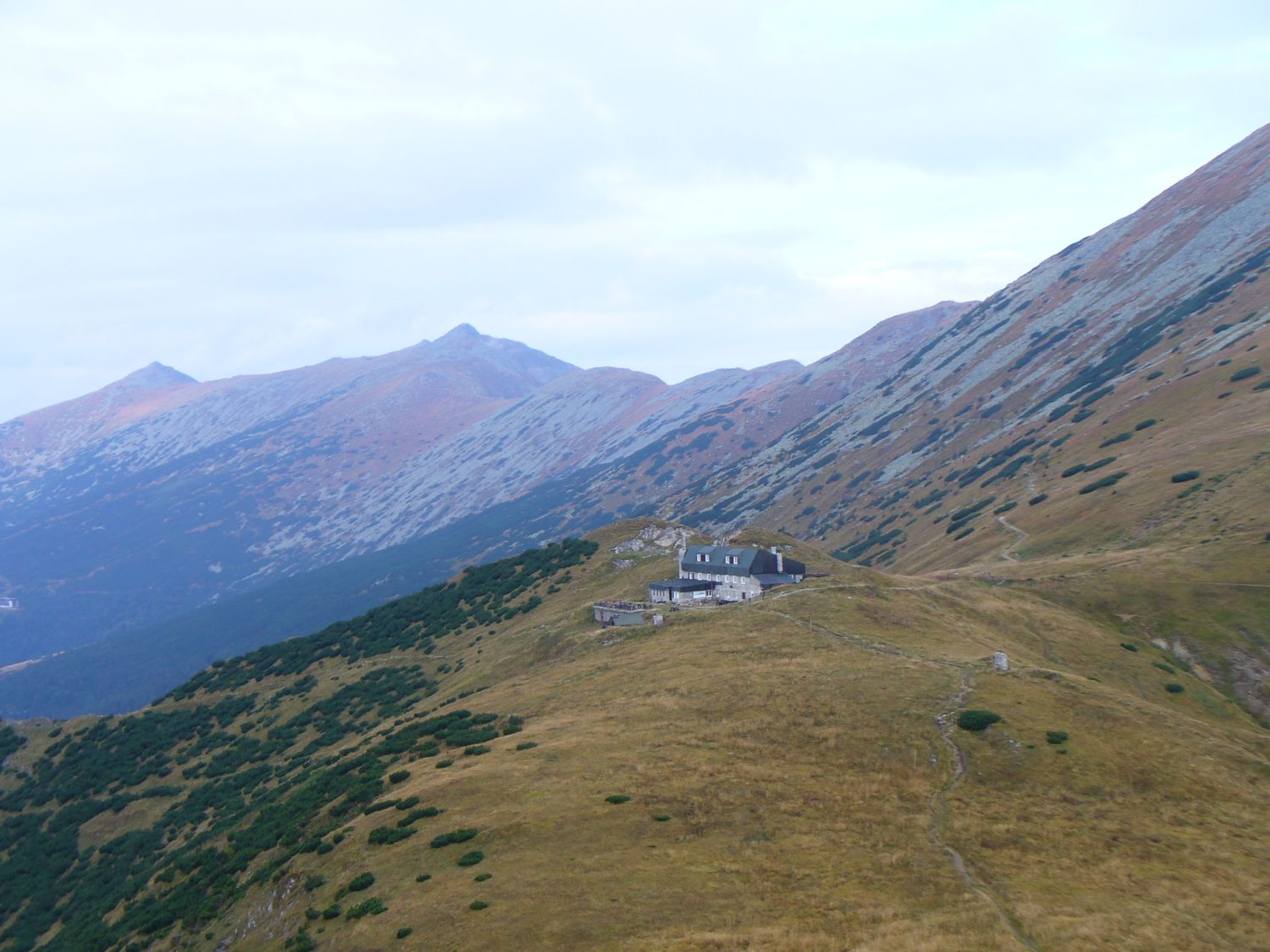
Ďumbierské sedlo (1728 m)

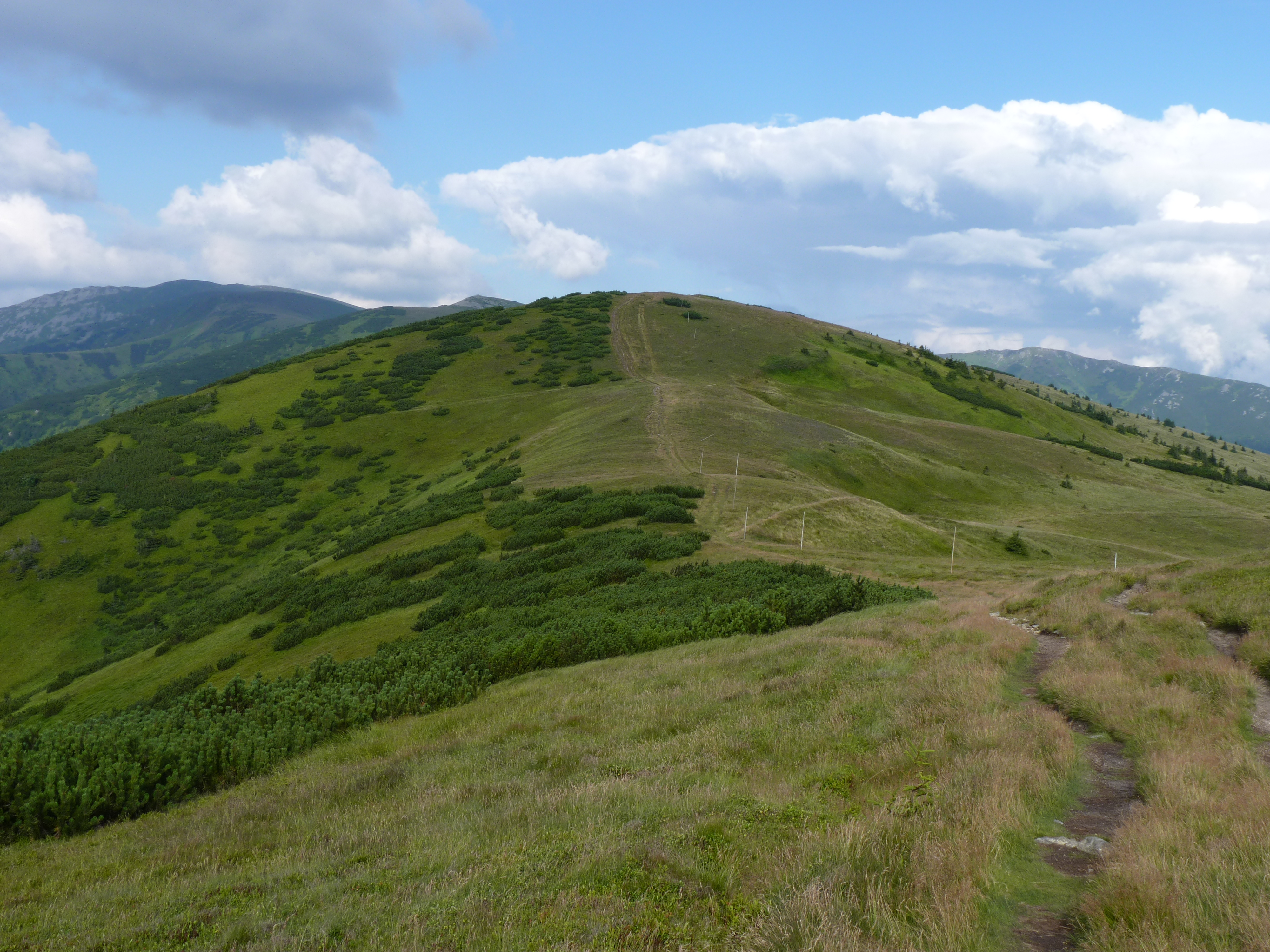
Sedlo Zámostskej hole (1591 m)

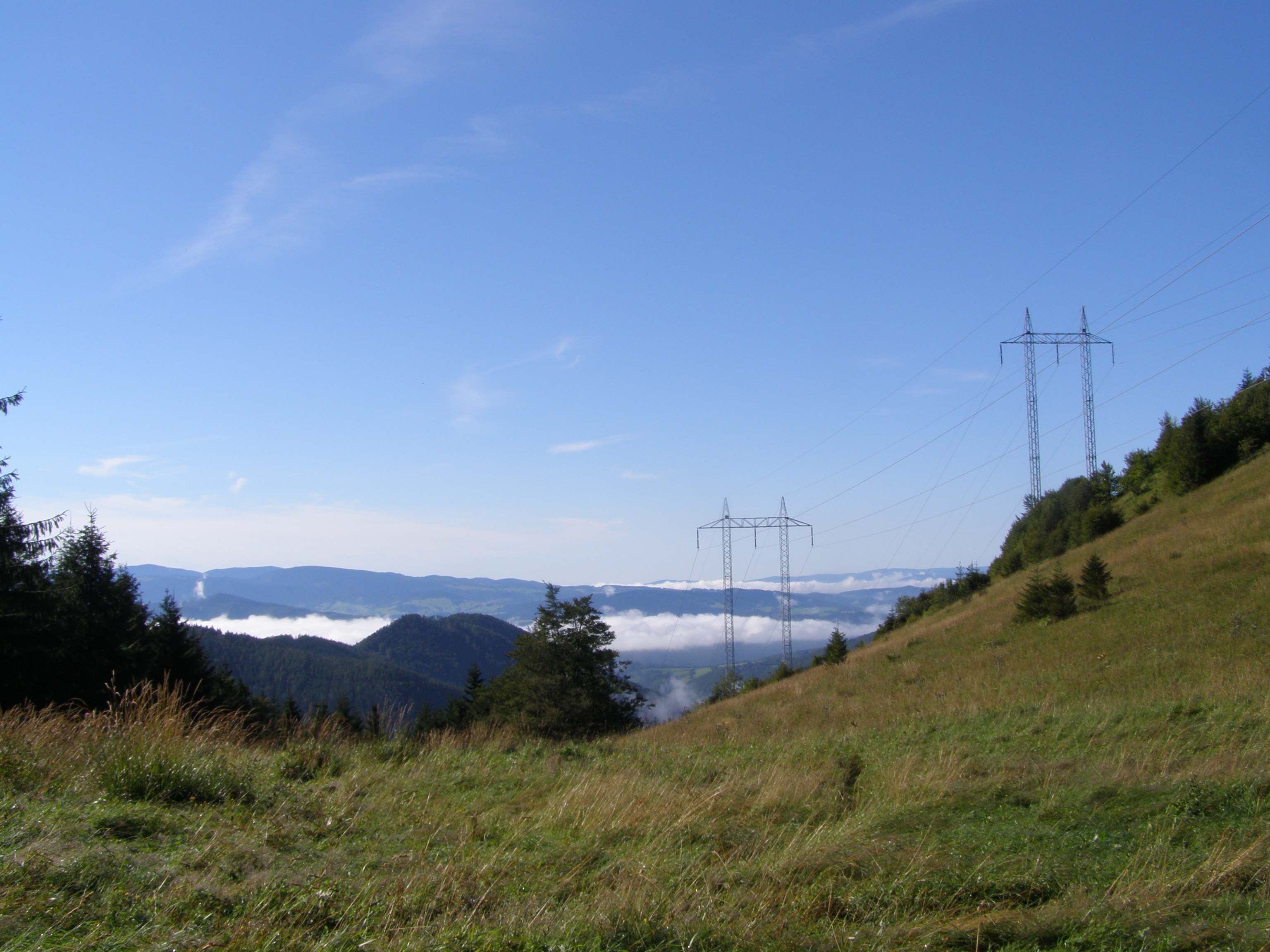
Hiadeľské sedlo (1099 m)

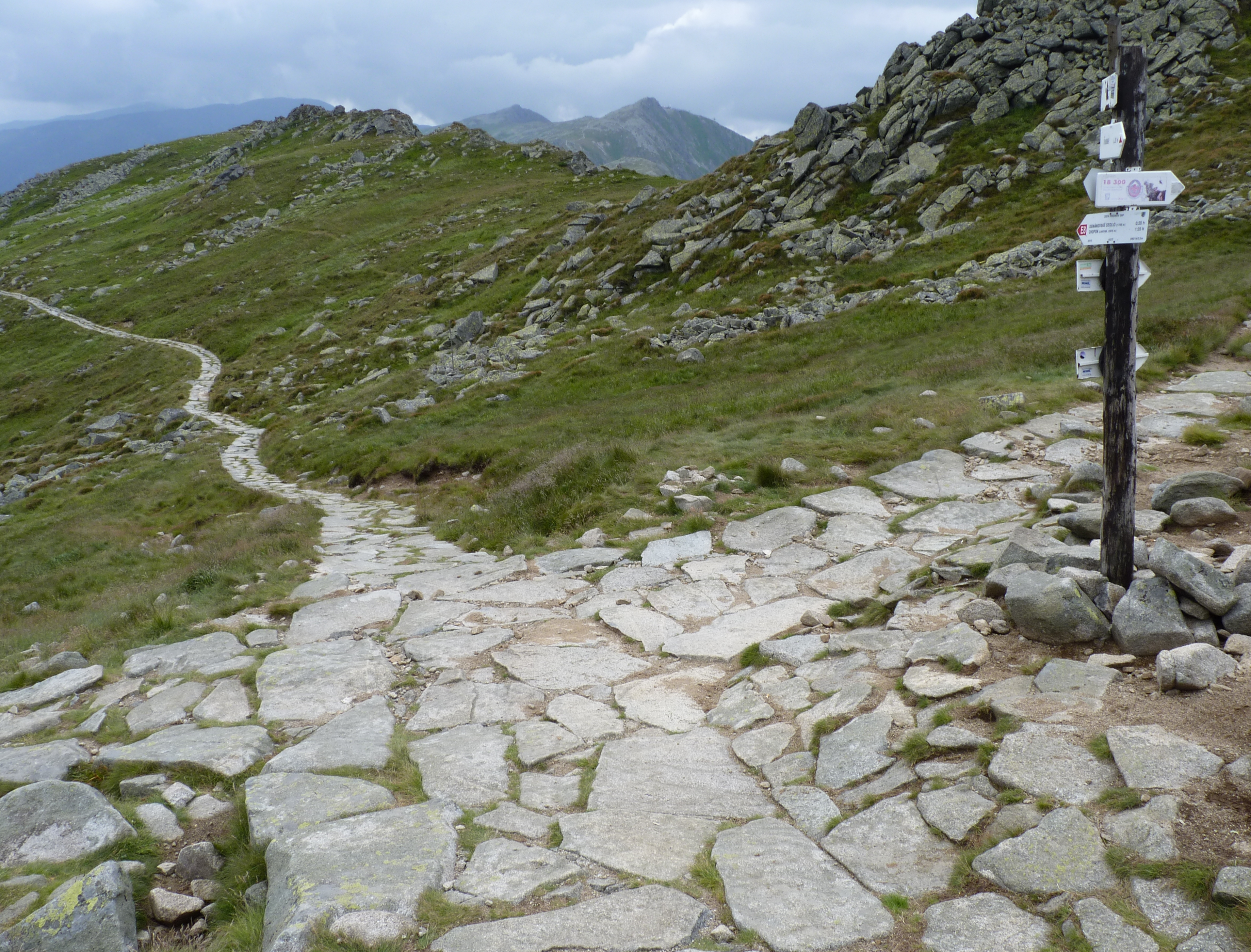
Krúpovo sedlo (1922 m)

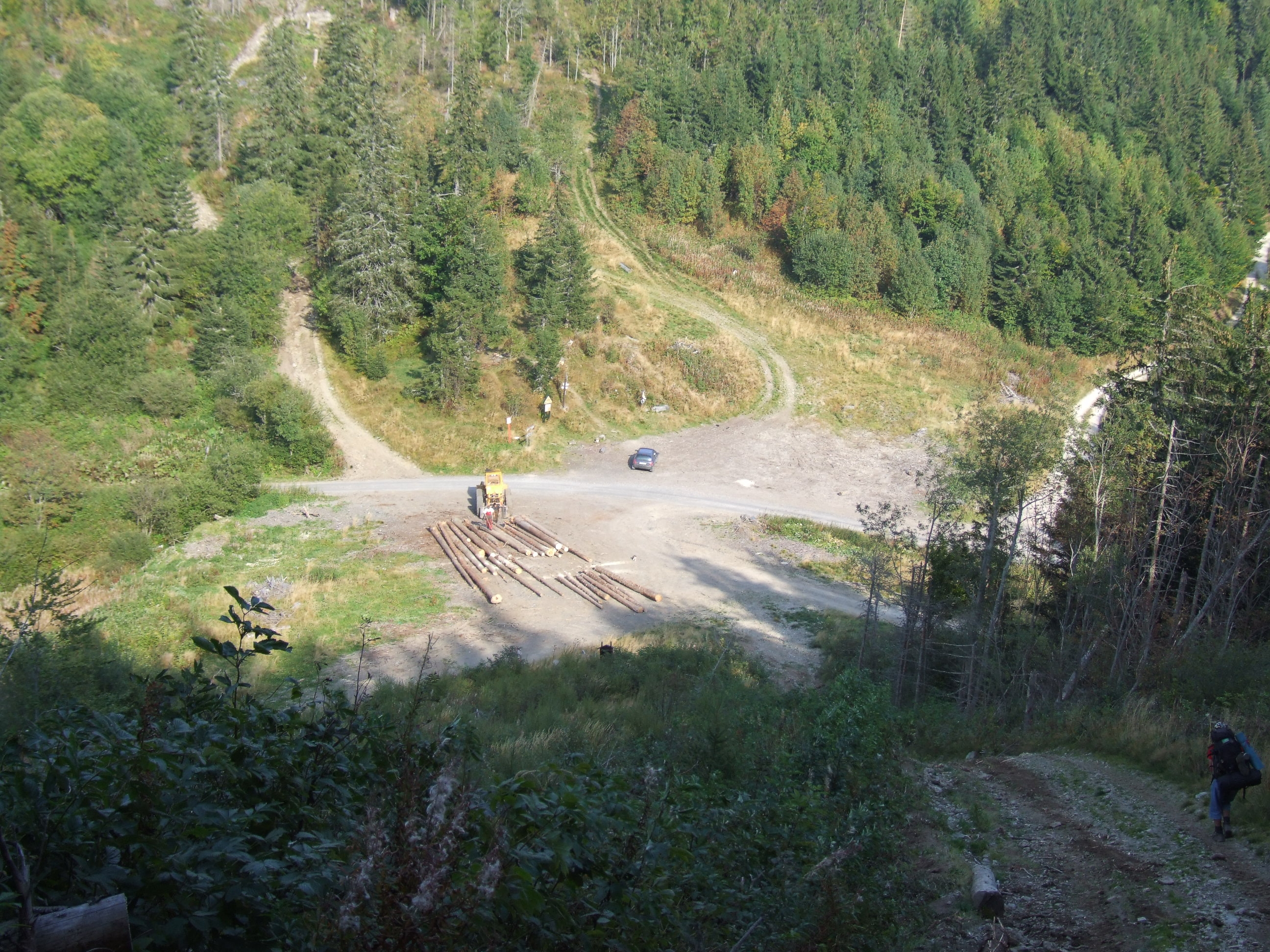
Priehyba (1190 m)

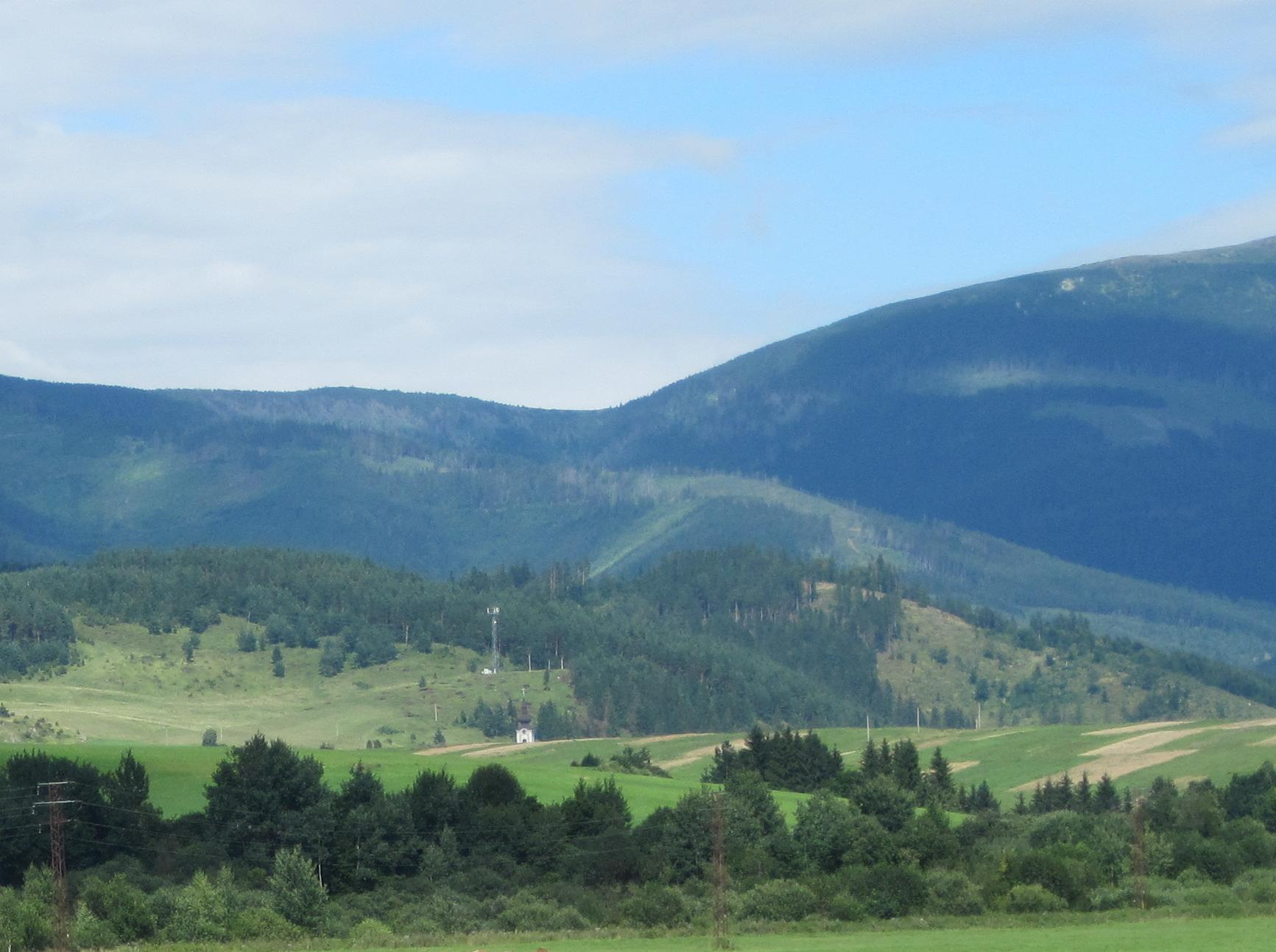
Ždiarske sedlo (1473 m)

Seznam sedel v Nízkých Tatrách zahrnuje pojmenovaná nízkotatranská sedla. Seznam vychází z map dostupných na stránkách hiking.sk a příslušných turistických map VKÚ Harmanec.

## Seznam sedel
| Sedlo                     | Výška (m) | Souřadnice                       | Podskupina          | Přístup                                                                                                  |
| ------------------------- | --------- | -------------------------------- | ------------------- | --- |
| Bacúšské sedlo            | 1319      | 48°54′18″ s. š., 19°46′14″ v. d. | Kráľovohoľské Tatry | červená turistická značka · modrá turistická značka                                                      |
| Besník                    | 994       | 48°51′42″ s. š., 20°13′34″ v. d. | Kráľovohoľské Tatry | červená turistická značka · zelená turistická značka                                                     |
| Bocianske sedlo           | 1506      | 48°55′34″ s. š., 19°41′24″ v. d. | Ďumbierské Tatry    | zelená turistická značka · žlutá turistická značka                                                       |
| Brdisko                   | 775       | 49°02′18″ s. š., 19°18′58″ v. d. | Ďumbierské Tatry    | zelená turistická značka                                                                                 |
| Čertovica                 | 1232      | 48°54′20″ s. š., 19°44′09″ v. d. | Ďumbierské Tatry    | červená turistická značka · žlutá turistická značka                                                      |
| Črchľa                    | 1152      | 48°57′11″ s. š., 19°44′14″ v. d. | Ďumbierské Tatry    | žlutá turistická značka                                                                                  |
| Demänovské sedlo          | 1756      | 48°56′24″ s. š., 19°37′10″ v. d. | Ďumbierské Tatry    | červená turistická značka · žlutá turistická značka                                                      |
| Ďumbierské sedlo          | 1728      | 48°55′36″ s. š., 19°38′59″ v. d. | Ďumbierské Tatry    | červená turistická značka · modrá turistická značka · zelená turistická značka · žlutá turistická značka |
| Hiadeľské sedlo           | 1099      | 48°51′45″ s. š., 19°18′15″ v. d. | Ďumbierské Tatry    | červená turistická značka · modrá turistická značka · žlutá turistická značka                            |
| Chabanecké sedlo          | 1843      | 48°56′26″ s. š., 19°30′03″ v. d. | Ďumbierské Tatry    | červená turistická značka                                                                                |
| Iľanovské sedlo           | 1253      | 49°00′11″ s. š., 19°36′39″ v. d. | Ďumbierské Tatry    | zelená turistická značka · žlutá turistická značka                                                       |
| Jama                      | 1006      | 48°59′53″ s. š., 19°18′40″ v. d. | Ďumbierské Tatry    | zelená turistická značka                                                                                 |
| Javorie                   | 1487      | 48°58′24″ s. š., 19°37′58″ v. d. | Ďumbierské Tatry    | červená turistická značka · žlutá turistická značka                                                      |
| Krížske sedlo             | 1775      | 48°56′39″ s. š., 19°31′41″ v. d. | Ďumbierské Tatry    | červená turistická značka · modrá turistická značka                                                      |
| Krúpovo sedlo             | 1922      | 48°56′20″ s. š., 19°37′48″ v. d. | Ďumbierské Tatry    | červená turistická značka · zelená turistická značka                                                     |
| Kumštové sedlo            | 1549      | 48°55′20″ s. š., 19°41′54″ v. d. | Ďumbierské Tatry    | červená turistická značka · zelená turistická značka                                                     |
| Madejovo                  | 1342      | 48°55′54″ s. š., 20°09′21″ v. d. | Kráľovohoľské Tatry | zelená turistická značka                                                                                 |
| Machnaté                  | 1450      | 48°59′51″ s. š., 19°37′04″ v. d. | Ďumbierské Tatry    | modrá turistická značka · žlutá turistická značka                                                        |
| Michalovské sedlo         | 1400      | 48°59′21″ s. š., 19°42′14″ v. d. | Ďumbierské Tatry    | zelená turistická značka                                                                                 |
| Panské sedlo              | 1006      | 48°50′58″ s. š., 19°24′33″ v. d. | Ďumbierské Tatry    | červená turistická značka · žlutá turistická značka                                                      |
| Predné sedlo              | 1451      | 48°51′51″ s. š., 20°08′03″ v. d. | Kráľovohoľské Tatry | modrá turistická značka                                                                                  |
| Priehyba                  | 1190      | 48°54′27″ s. š., 19°57′20″ v. d. | Kráľovohoľské Tatry | červená turistická značka · žlutá turistická značka                                                      |
| Priehybka                 | 1468      | 48°54′38″ s. š., 19°59′17″ v. d. | Kráľovohoľské Tatry | červená turistická značka · modrá turistická značka                                                      |
| Príslop                   | 1518      | 48°55′40″ s. š., 19°34′35″ v. d. | Ďumbierské Tatry    | modrá turistická značka · žlutá turistická značka                                                        |
| Rakytovica                | 1070      | 49°01′30″ s. š., 19°38′43″ v. d. | Ďumbierské Tatry    | zelená turistická značka · žlutá turistická značka                                                       |
| Ráztocké sedlo            | 1234      | 48°58′17″ s. š., 19°21′49″ v. d. | Ďumbierské Tatry    | červená turistická značka · zelená turistická značka                                                     |
| Sedlo Ďurkovej            | 1709      | 48°55′58″ s. š., 19°27′45″ v. d. | Ďumbierské Tatry    | červená turistická značka · zelená turistická značka                                                     |
| Sedlo Latiborskej hole    | 1540      | 48°55′38″ s. š., 19°25′16″ v. d. | Ďumbierské Tatry    | červená turistická značka · modrá turistická značka                                                      |
| Sedlo Poľany              | 1837      | 48°56′35″ s. š., 19°32′38″ v. d. | Ďumbierské Tatry    | červená turistická značka · žlutá turistická značka                                                      |
| Sedlo pod Doštiankou      | 1160      | 48°58′04″ s. š., 20°03′20″ v. d. | Kráľovohoľské Tatry | modrá turistická značka · žlutá turistická značka                                                        |
| Sedlo pod Kohútom         | 953       | 49°01′26″ s. š., 19°20′45″ v. d. | Ďumbierské Tatry    | zelená turistická značka                                                                                 |
| Sedlo pod Kúpeľom         | 1131      | 49°00′13″ s. š., 19°38′07″ v. d. | Ďumbierské Tatry    | modrá turistická značka · zelená turistická značka · žlutá turistická značka                             |
| Sedlo pod Malým Salatínom | 1420      | 48°59′47″ s. š., 19°21′56″ v. d. | Ďumbierské Tatry    | zelená turistická značka                                                                                 |
| Sedlo pod Skalkou         | 1476      | 48°54′56″ s. š., 19°22′14″ v. d. | Ďumbierské Tatry    | červená turistická značka · žlutá turistická značka                                                      |
| Sedlo pod Veľkým bokom    | 1479      | 48°55′41″ s. š., 19°52′39″ v. d. | Kráľovohoľské Tatry | modrá turistická značka · žlutá turistická značka                                                        |
| Sedlo pod Žiarom          | 1220      | 48°53′18″ s. š., 19°29′38″ v. d. | Ďumbierské Tatry    | žlutá turistická značka                                                                                  |
| Sedlo Sinej               | 1300      | 48°59′31″ s. š., 19°33′24″ v. d. | Ďumbierské Tatry    | žlutá turistická značka                                                                                  |
| Sedlo za Lenivou          | 1378      | 48°53′31″ s. š., 19°44′36″ v. d. | Kráľovohoľské Tatry | červená turistická značka · zelená turistická značka                                                     |
| Sedlo Zámostskej hole     | 1591      | 48°55′37″ s. š., 19°25′59″ v. d. | Ďumbierské Tatry    | červená turistická značka · žlutá turistická značka                                                      |
| Smrečinské sedlo          | 1442      | 48°54′47″ s. š., 20°11′11″ v. d. | Kráľovohoľské Tatry | červená turistická značka · modrá turistická značka · zelená turistická značka                           |
| Snehová jama              | 1620      | 48°52′26″ s. š., 20°09′18″ v. d. | Kráľovohoľské Tatry | zelená turistická značka                                                                                 |
| Stanišovské sedlo         | 1101      | 49°00′09″ s. š., 19°42′14″ v. d. | Ďumbierské Tatry    | červená turistická značka · žlutá turistická značka                                                      |
| Struhárske sedlo          | 1355      | 48°54′56″ s. š., 19°27′50″ v. d. | Ďumbierské Tatry    | modrá turistická značka · zelená turistická značka                                                       |
| Svidovské sedlo           | 1133      | 48°58′05″ s. š., 19°42′34″ v. d. | Ďumbierské Tatry    | zelená turistická značka · žlutá turistická značka                                                       |
| Teplice                   | 945       | 49°01′13″ s. š., 19°18′40″ v. d. | Ďumbierské Tatry    | zelená turistická značka · žlutá turistická značka                                                       |
| Vyšné sedlo               | 1599      | 48°52′14″ s. š., 20°08′16″ v. d. | Kráľovohoľské Tatry | modrá turistická značka                                                                                  |
| Záturňa                   | 1213      | 48°54′50″ s. š., 20°08′37″ v. d. | Kráľovohoľské Tatry | zelená turistická značka                                                                                 |
| Ždiarské sedlo            | 1473      | 48°53′53″ s. š., 20°03′07″ v. d. | Kráľovohoľské Tatry | červená turistická značka                                                                                |